# 那賀町立木沢小学校
那賀町立木沢小学校（なかちょうりつ きさわしょうがっこう）は、徳島県那賀郡那賀町坂州字向エにあった公立小学校。

## 沿革
- 1973年4月1日 - 木沢村立坂州小学校と木沢村立沢谷小学校を統合して設立[1]。
- 2005年 - 町村合併のため那賀町立木沢小学校となる。
- 2014年4月1日 - 児童数の減少により相生小学校に統合され閉校した[1]。

## 校訓
- 正しく
- 強く
- 仲良く